# خميس سالم كندي
خميس سالم سالمين عبود كندي هو شاعر يمني. ولد عام 1914 في بلدة الغرفة في محافظة حضرموت. تلقى تعليمه في مدينته. امتهن الحياكة وهي مهنة ابائه. قال الشعر في سن مبكرة، وأول قصيدة مطولة له كانت عام 1920 حينها كان في سن السادسة عشر. هاجم بأشعاره الإستعمار البريطاني. فهاجر إلى الصومال خوفاً من القبض عليه من سلطات الإستعمار. ظل متنقلاً من الصومال إلى إثيوبيا من 1942 حتى 1986. ثم انتقل إلى الإمارات العربية المتحدة وظل فيها حتى توفي في 1990.